# Élections législatives bahreïniennes de 2022
Les élections législatives bahreïniennes de 2022 se déroulent les 12 et 19 novembre 2022 afin de renouveler les quarante sièges du Conseil des représentants du royaume de Bahreïn. Des élections municipales ont lieu simultanément.

## Contexte
Les précédentes élections en 2018 ont lieu dans un contexte de vive répression de l'opposition. Le chef de l'opposition Sheikh Ali Salman est condamné à la prison à vie le 4 novembre 2018, la cour d'appel ayant annulé l'acquittement en sa faveur. Sheikh Ali Salman était accusé de «collusion » avec un pays étranger, le Qatar, au cours du soulèvement bahreïnien sept ans plus tôt, dans le but de « renverser l'ordre constitutionnel ». Bahreïn a coupé toutes relations diplomatiques avec le Qatar en 2017 lors de la crise du Golfe. 
Bahreïn, un proche allié des États-Unis et du Royaume-Uni qui y possède des bases navales stratégiques, a dissous les principaux groupes d'opposition, dont le Mouvement Al-Wefaq, mettant en prison plusieurs centaines d'opposants, ainsi que des douzaines de religieux.

## Mode de scrutin
Le Conseil des représentants est la chambre basse du parlement bicaméral de Bahreïn, appelé Assemblée nationale, la chambre haute étant le Conseil consultatif dont les 40 membres sont nommés par le roi. 
Le Conseil des représentants, ou Majlis Al-Nuwab, est pour sa part composé de 40 sièges dont les membres sont élus pour quatre ans au scrutin uninominal majoritaire à deux tours dans autant de circonscriptions.